# 岩手県企業局
岩手県企業局（いわてけんきぎょうきょく）は、岩手県の地方公営企業である。
同県内で電気事業及び工業用水道事業を行っている。

## 事業

### 電気事業
以下の発電所を所有している。稲庭高原風力発電所以外は全て水力発電所となっている。
- 胆沢第二発電所
- 岩洞第一発電所
- 岩洞第二発電所
- 仙人発電所
- 四十四田発電所
- 御所発電所
- 滝発電所
- 北ノ又発電所
- 北ノ又第二発電所
- 北ノ又第三発電所
- 入畑発電所
- 松川発電所
- 早池峰発電所
- 柏台発電所
- 稲庭高原風力発電所
- 胆沢第三発電所
- 胆沢第四発電所

### 工業用水道事業
北上市及び胆沢郡金ケ崎町へ工業用水道を給水している。
- 北上工業団地
- 岩手中部(金ケ崎)工業団地
- 北上南部工業団地